# El Loco
El Loco (исп. сумасшедший, помешанный) — седьмой студийный альбом рок-группы ZZ Top, выпущенный в 1981 году. Первый альбом группы, записанный с использованием синтезаторов, и первый альбом группы, партии инструментов в котором записывались отдельно друг от друга и затем микшировались, тогда как предыдущие альбомы записывались во время исполнения той или иной песни группой. Билли Гиббонс назвал этот альбом «интересной переломной точкой»

## Об альбоме
После выпуска Degüello группа отправилась на гастроли и находилась в турне вплоть до января 1981 года, когда члены группы позволили себе взять небольшой отпуск, после которого, в начале 1981 года, они отправились в студию в Мемфисе для подготовки нового альбома.
Примерно в то же время Фрэнк Бирд приобрёл большой дом на окраине Хьюстона. Группа уже давно была озабочена вопросом о собственной репетиционной базе, и Бирд, в той или иной мере на добровольных началах, начал оборудование студии в своём доме. Для работы он пригласил своего давнего приятеля (да и приятеля всей группы с 1970 года), звукооператора Линдена Хадсона. Он жил в доме Бирда, и когда группа, начиная с 1981 года, стала постоянно использовать эту студию для подготовки и записи тестовых образцов, Хадсон естественным образом стал отвечать за оборудование во время работы. Со временем Хадсон начал оказывать немалое влияние на музыку группы. По прошествии тридцати лет (которые были омрачены судебным процессом Хадсона против ZZ Top) Билли Гиббонс признал: «Мы подружились с одним парнем, который стал влиятельным помощником, парнем по имени Линден Хадсон. Он был талантливым композитором и обладал навыками продюсирования, и это отчасти вело группу за собой. Он вывел на передний план некоторые элементы, которые помогли придать новую форму тому, что делали ZZ Top»
У Линдена не было страха и он горел желанием экспериментировать в тех направлениях, которых опасались многие группы. Но мы последовали за ним, и синтезаторы начали появляться на записях     
Оригинальный текст (англ.)Linden had no fear and was eager to experiment in ways that would frighten most bands. But we followed suit, and the synthesizers started to show up on record.
 
Тем не менее, Хадсон не был упомянут среди авторов альбома, хотя его работа на синтезаторах в Groovy Little Hippie Pad не вызывает сомнений. Но Хадсон ни разу не поднимал этот вопрос: работая в этом альбоме ZZ Top, он не поднимал вопросов и об оплате, надеясь на постоянную работу в группе в дальнейшем.
В альбоме много музыки, экспериментальной для группы. По словам Дасти Хилла, «Мы и вправду затянули с этим альбомом… мы пробовали много разных стилей, на репетициях и проверке звука» . Один из обозревателей сказал, что «этот альбом вообще звучит не так, как предыдущие. Нужно отдать должное мистеру Гиббонсу — он не хочет навсегда погрязнуть в рутине. Он находит себе новый гитарный звук, кропает чего-то на синтезаторе… не забывая, разумеется, о техасских корнях, но с готовностью переключиться на неизведанное» 
Новый альбом неплохо оценивался критиками и был тепло принят публикой, хотя изменения в стиле оценивались неоднозначно; особенно критике подвергались отдельные треки, в частности баллады Leila и It's So Hard, а также электронный Groovy Little Hippie Pad. В конечном итоге, лучшими песнями называются «звучащие давно знакомо блюз-роковые композиции, Tube Snake Boogie и Don’t Tease Me, но их недостаточно»
Марк Приндл: 
Мне нравится этот альбом. На самом деле он не так и хорош, но в то же время он великолепен! Я имею в виду это ОТСТОЙ, но он рулит! Это худшая вещь, из тех, что я слышал за свою жизнь, но я съем CD, чтобы услышать как звучит каждый этап его переваривания! Я люблю его! Я ненавижу и люблю его!  
Оригинальный текст (англ.)I like this album. It's really not very good, but at the same time, it's great! I mean it SUCKS, but it rules! It's the worst thing I've ever heard in my life, but I ate the CD so I could hear how it sounds through each phase of the digestive process! I love it! I hate it and I love it!
 
Обозреватель Allmusic.com заметил про альбом в общем: «Не то что бы обязательно плохие вещи, но большинство из них немного слишком очевидны, чтобы смотреться полностью выигрышными» 
Обозреватель People сказал, что «на этом LP они выдали порцию подкрашенного блюзом рока от Одинокой Звезды. Билли Гиббонс не представляет опасности для Джимми Пейджа на месте лучшего гитариста мира, но он звучит замечательно вместе с чистой работой Дасти Хилла на басу и игрой Фрэнка Бирда на барабанах в духе „не жалей лошадей“» 
Указывается, что этот альбом служит разделом двух больших эпох в карьере ZZ Top: до альбома El Loco (включая его), и после него, так называемые «годы MTV», когда изменился звук группы, а антураж (шоу, клипы, упор на маркетинг) стали играть всё большую роль 

## Список композиций
Все песни написаны Гиббонсом, Хиллом и Бёрдом.
- «Tube Snake Boogie» — 3:03
Tube Snake Boogie (англ. Буги змеи из штанов). Перевод названия весьма условен, однако для англоязычных слушателей в контексте песни он вполне очевиден: «Мне действительно надо объяснять каждому, что такое „tube snake“, не говоря уже о „blowing your top“?» [11] (слова из текста песни, в сленговом переводе «достигать оргазма»). В целом, можно перевести название песни как «пенис-буги», «конец-буги». Это подтверждает и Билли Гиббонс: «Изначально это была доска для сёрфа. Одному моему другу по понятным причинам понравилось звучание этого названия. Я уверен, что это кузен „tube steak“» [12] («tube steak», в переводе что-то вроде «сосиски» — идиома для обозначения полового члена [13]). В песне речь идёт о нескольких девушках (по куплету на каждую), которые любят заниматься таким «буги». Музыкально песня представляет собой «весёлый, основанный на блюзе буги-рок» [7] «мелодично ничем не примечательный блюз-рок» [5]. По мнению Роберта Кристгау эта песня — лучшая в альбоме.[14]; то же и по мнению обозревателя People, который назвал песню «для взрослых», «18+» [9]. Вокал в песне электронно обработан: «Даже вокал извращённей, чем обычно. Tube Snake Boogie обнаруживает Билли поющего низко и гортанно c фэйзер и хорус-эффектами».
- «I Wanna Drive You Home» — 4:44
I Wanna Drive You Home (англ. Я хочу отвезти тебя домой). «Чудаковатый, но приносящий удовольствие нью-уэйв трек» [7]

То же самое [о необычном чувстве при прослушивании] можно сказать о I Wanna Drive You Home, где гитара местами звучит так, как будто пропущена через синтезатор Муга или что-то подобное; иногда кажется, что с этого момента мистер Гиббонс просто забил на мелодии, вместо того полностью сосредоточившись на том, как эти мелодии извратить.
Оригинальный текст (англ.) Same goes for 'I Wanna Drive You Home', where the guitar occasionally sounds like it's been given a Moog treatment or something; sometimes it seems like at this point Mr Gibbons just totally gave up on writing melodies, entirely concentrating on making these melodies sound weirder instead.
 
Эту точку зрения разделяют многие: «В столбик „плюс“ [целиком об альбоме] — Гиббонс нашёл новый гитарный звук. В столбик „минус“ — этот звук разбавленный и перенасыщенный хорусом, что делает жидкими такие треки, как I Wanna Drive You Home и Pearl Necklace».. В тексте песни автор обращается к девушке, описывая её автомобильными терминами; или же наоборот к автомобилю, но как к одушевлённому существу. Поэтому название песни можно переводить и как «Я хочу отвезти тебя домой» и как «Я хочу отогнать тебя домой»: «Секс с автомобилем. (Она вибрирует и подпрыгивает всё время [всю дорогу]/Она всегда счастлива работать с нагрузкой)» 
- «Ten Foot Pole» — 4:19
Ten Foot Pole (англ. Десятифутовый член). История этой песни началась зимой 1980—1981 годов, когда Билли Гиббонс путешествовал по Индии и прошёл 200 миль по Тибету в поисках «Омерзительного Снежного Человека». Как загадочно утверждал Гиббонс, он «имел встречу с кое-кем», и написал песню по этим впечатлениям.[4]. Название песни как обычно для группы двусмысленно: его можно переводить и буквально, где pole — столб, палка, а в сленге — половой член, и в контексте устойчивого выражения not touch something with a ten foot pole, которое означает высокую степень отвращения к чему-либо. В припеве песни поётся «Я не хотел бы прикасаться к ней даже десятифутовой палкой», и лишь припев в этой песне исполнен на нормальном английском языке. Весь остальной текст песни представляет собой некое бурчание, «кусок неподдающегося дешифровке бормотания» [7] (в лучших традициях Фэтса Домино[9]) что-то похожее на скэт, состоящее из отдельных слогов и намеренно искажённых слов. Предпринята даже попытка перевода этого на английский язык , из чего следует, что Гиббонс обращается к какой-то женщине, а учитывая историю создания песни — можно предположить, что героиней песни является самка йети.[15]
- «Leila» — 3:13
Leila (англ. Лейла). Стандартная поп-баллада, вызвавшая резкое неприятие многих поклонников группы, в связи с тем, что она кардинально отличается от общего стиля ZZ Top, как с точки зрения музыки, так и с точки зрения содержания. «Невообразимо халтурная „Leila“, которая — клянусь перед богом, — звучит как баллада Мелиссы Манчестер, если не брать во внимание стил-гитару» [6]

К сожалению, El Loco также тот альбом, в котором содержится пожалуй худшая песня ZZ Top за всю историю: слащавая AOR-баллада «Leila», песня не такая плохая исключительно по их собственным стандартам, и она просто совершенно не вписывается в стиль группы. Мы все знаем этих ребят как умеренно интеллигентных людей, способных поддерживать свой саркастический образ, но в «Leila» нет даже намёка на иронию; вместо того это просто сопливый среднетемповый кусок «леденца для ушей»…Может это просто моё тупое упрямство, того, кто не желает принимать какие бы то ни было сантименты от Билли Гиббонса, но поверьте, есть масса людей в мире, кто может предложить намного более лучшие сантименты   
Оригинальный текст (англ.)Unfortunately, El Loco is also the album to feature arguably ZZ Top’s worst song of all time, the cheesy adult contemporary ballad 'Leila' — a song that’s not only bad by its own standards, it also just doesn’t fit at all in with the band’s style on here. We all know these lads as moderately intelligent people able to take their entire image tongue-in-cheek, but 'Leila' doesn’t betray a single sign of irony, instead, it’s just a sappy mid-tempo piece of «ear candy»…Maybe it’s just the stupid obstinate me who isn’t willing to accept any sentiments from Billy Gibbons, but believe me, there’s plenty of people in this world who are able to offer much better sentiments.
 
Впрочем, иногда она называлась и «восхитительной балладой» . Утверждается также, что эта первая песня в истории ZZ Top, которая вызвала споры внутри самой группы . Билли Гиббонс сказал, что «на этой песне ZZ Top встретились с Beach Boys»  Текст песни не менее стандартный, чем музыка, и посвящён некой Лейле, которая оставила героя песни. 
- «Don’t Tease Me» — 4:20
Don’t Tease Me (англ. Не дразни меня). Привычный блюз-рок [6]. Текст представляет собой обычную любовную лирику, исполнитель призывает девушку не разрывать его сердце, обещая дать ей всё, что только может.
- «It’s So Hard» — 5:12
It’s So Hard (англ. Это так тяжело). Практически всё, что сказано о песне Leila справедливо и для этой поп-баллады. «Вторая баллада альбома It’s So Hard вряд ли намного лучше» [5]. Текст песни тоже стандартный, с общим смыслом «Это так тяжело — принять потерю любви»
- «Pearl Necklace» — 4:02
Pearl Necklace (англ. Жемчужное ожерелье). Одна из известнейших песен ZZ Top, «весёлый, основанный на блюзе буги-рок», выпущенный синглом. Обозреватель Allmusic.com, называя песню лучшей песней альбома, отмечает, что наиболее показательным, говоря об альбоме в целом, является ритм Pearl Necklace, который «явно указывает путь к нью-уэйв блюз-року, который будет на Eliminator»[8]. Название песни не следует понимать буквально: «жемчужным ожерельем» здесь называется сперма на женской груди и шее: «Ей нравятся очень странные вещи…Она хочет жемчужное ожерелье»

Я бы сказал, что единственная серьёзно запоминающаяся песня во всём альбоме это «Pearl Necklace», которую вы просто обязаны прослушать от начала и до конца, так как если вы ограничите себя первыми несколькими секундами (что на самом деле неплохая тактика для ZZ Top в общем случае), вы придёте к выводу, что они слямзили это из De Do Do Do De Da Da Da группы Police, чего они не делали. Вместо того, они просто написали песню, основанную на тривиальной, но небезынтересной поп-мелодии и стиле ритма, взятом прямо от Talking Heads. Или может быть The Cure, хотя я ненавижу даже саму возможность того, что ZZ Top что-то одолжили у The Cure. При всей открытости Билли Гиббонса ко всему новому, это что-то такое, что всё равно абсолютно невозможно.      
Оригинальный текст (англ.)I'd say the only seriously catchy song on the entire album is 'Pearl Necklace', which you just gotta hear from beginning to end, because if you restrict yourself to the first few seconds (which isn't really a bad tactic with ZZ Top in the regular case), you'll end up thinking they ripped it off from the Police's 'De Do Do Do De Da Da Da' which they did not. Instead, they just wrote a song based on a trivial, but not uninteresting, pop melody and a style of rhythm playing directly taken from the Talking Heads. Or maybe the Cure, but I can't stand the possibility of ZZ Top borrowing anything from the Cure. For all of Billy Gibbons' open-mindedness, something like that would still be totally unbelievable.
 
- «Groovy Little Hippie Pad» — 2:40
Groovy Little Hippie Pad (англ. Клёвый маленький бордельчик). Название песни может переводиться и немного иначе, как например «волнующая маленькая проститутка» и т.п.; в общем в песне речь идёт о намерении мужчины найти некое местечко/девушку, со всеми вытекающими. Билли Гиббонс отметил, что эта песня с тяжёлым звуком синтезатора — одна из любимых для группы, и после неё уже не было возврата [1] (имея в виду к старому стилю музыки). Однако не все разделяют эту точку зрения, так она названа «дурацким экспериментом, трясиной new wave» [6]
- «Heaven, Hell or Houston» — 2:32
Heaven, Hell or Houston (англ. Рай, ад или Хьюстон).«Мешанина диско и художественной декламации» [6], «тупой эксперимент» [5]. Песня — это монолог исполнителя, который подрабатывает на раздаче листовок с тем, чтобы опохмелиться дешёвым вином Thunderbird (названной в песне «птицей счастья», Thunderbird — буревестник) и не получить белую горячку.
- «Party on the Patio» — 2:49
Party on the Patio (англ. Вечеринка в патио). «Весёлый, основанный на блюзе буги-рок» [7], «простой и ясный, кабацкий рок, который закрывает альбом в целом на весёлой ноте» [5]. В песне речь идёт о проведённой шумной вечеринке в патио, причём в отсутствие хозяев и без их разрешения, и в конечном итоге все участники были приняты полицией. В песне упоминаются друзья и подруги группы, а также и сам Билли Гиббонс, который на момент приезда полицейских «валялся в отключке под раковиной». Текст песни основан на реальных событиях.[17]

## Участники записи
- Билли Гиббонс — гитара, вокал
- Дасти Хилл — бас-гитара, бэк-вокал, клавишные, вокал на «Party on the Patio», совокал «Don’t Tease Me»
- Фрэнк Бирд — ударные, перкуссия

Технический состав
- Билл Хэм — продюсер
- Терри Мэннинг — звукооператор
- Боб Людвиг — мастеринг
- Боб Алфорд — дизайн обложки, фотография

## Чарты

### Альбом
| Год  | Чарт       | Позиция |
| ---- | ---------- | ------- |
| 1981 | Pop Albums | 17      |

### Синглы
| Год  | Сингл               | Чарт            | Позиция |
| ---- | ------------------- | --------------- | ------- |
| 1981 | "Leila"             | Pop Singles     | 77      |
| 1981 | "Pearl Necklace"    | Mainstream Rock | 28      |
| 1981 | "Tube Snake Boogie" | Mainstream Rock | 4       |